# نیروی هوایی سلطنتی اردن
نیروی هوایی سلطنتی اردن (انگلیسی: Royal Jordanian Air Force) نیروی هوایی زیرمجموعه نیروهای مسلح اردن است، که فعالیت خود را از سال ۱۹۵۵ آغاز کرد. نیروی هوایی اردن هم‌اکنون بیش از ۴۵۰ فروند هواگرد و بیش از ۱۲ هزار نفر پرسنل فعال در اختیار دارد.

## تاریخچه

### بنیان‌های اولیه و تأثیر بریتانیا (۱۳۱۰–۱۳۳۴)

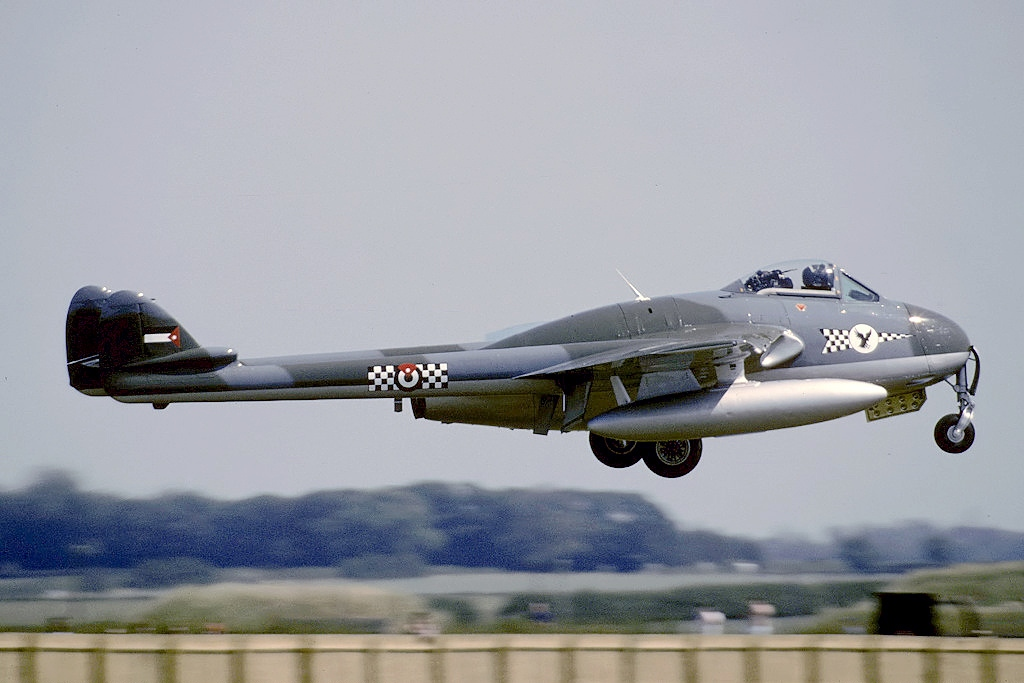
یک دی هاویلند ومپایر با نشان‌های نیروی هوایی سلطنتی اردن

اردن در سال ۱۳۲۵ استقلال یافت، اما نخستین پایگاه‌های هوایی آن به‌طور رسمی از سال ۱۳۱۰ توسط نیروی هوایی سلطنتی بریتانیا برای حفاظت از منافع بریتانیا و حفظ ثبات منطقه تأسیس شدند. در ابتدا، توان دفاع هوایی اردن به عملیات دیده‌بانی و شناسایی محدود بود و کارکنان بریتانیایی در توسعه این نیرو کمک می‌کردند. تا سال ۱۳۲۷، اردن شروع به تشکیل یک واحد هوایی کوچک با نام نیروی هوایی لژیون عرب کرد که با کمک نیروی هوایی سلطنتی بریتانیا در زمینه آموزش و تجهیزات همراه بود. هواپیمای جنگنده اصلی نیروی هوایی لژیون عرب، جت جنگنده بریتانیایی دی هاویلند ومپایر بود و یک فروند ویکرز وی‌سی.۱ وایکینگ به‌عنوان هواپیمای ترابری ویژه شاه اردن مورد استفاده قرار می‌گرفت.
در سال ۱۹۵۵، شاه حسین با هدف مدرن‌سازی اردن، نیاز به یک نیروی هوایی مستقل و توانمندتر را شناسایی کرد و در تاریخ ۲۵ سپتامبر ۱۹۵۵ رسماً نیروی هوایی سلطنتی اردن را تأسیس کرد. در همان سال، اردن نخستین هواپیماهای آموزشی مدرن خود را از بریتانیا دریافت کرد و تلاش‌های اولیه برای آموزش خلبانان و توسعه مهارت‌های فنی شکل گرفت. تا سال ۱۹۵۸، نیروهای بریتانیایی به‌طور کامل از اردن خارج شدند و نیروی هوایی سلطنتی اردن کنترل کامل بر فرودگاه‌های کشور را به دست گرفت که نشانگر حرکتی به سوی خودکفایی بود.

### دهه ۱۹۶۰: توسعه و جنگ شش‌روزه
در اوایل دهه ۱۹۶۰، نیروی هوایی سلطنتی اردن توانایی‌های خود را با دریافت هواپیماهای هاوکر هانتر برای دفاع هوایی گسترش داد و توان رزمی اردن را با افزایش تنش‌های منطقه‌ای تقویت کرد. در دسامبر ۱۹۶۴، نیروی هوایی سلطنتی اردن در یک حادثه برجسته نبرد هوایی بر فراز کرانه باختری شرکت کرد، جایی که چهار فروند هواپیمای میراژ نیروی هوایی اسرائیل با جنگنده‌های هاوکر هانتر اردن روبه‌رو شدند و یکی از میراژها آسیب دید، درحالی‌که اردنی‌ها هیچ تلفاتی نداشتند.
نقش نیروی هوایی سلطنتی اردن در جنگ شش‌روزه سال ۱۹۶۷ با چالش‌های بزرگی روبه‌رو شد؛ زیرا حملات هوایی اسرائیل بیشتر هواپیماهای اردن را روی زمین منهدم کرد و تقریباً کل ناوگان هوایی از بین رفت. با وجود این خسارات، نیروی هوایی سلطنتی اردن به‌سرعت تلاش برای بازسازی را آغاز کرد و از بریتانیا کمک دریافت نمود که شامل تأمین هواپیماهای هانتر اضافی و پشتیبانی آموزشی می‌شد.

### مدرن‌سازی و همگرایی‌های منطقه‌ای (دهه ۱۹۷۰)

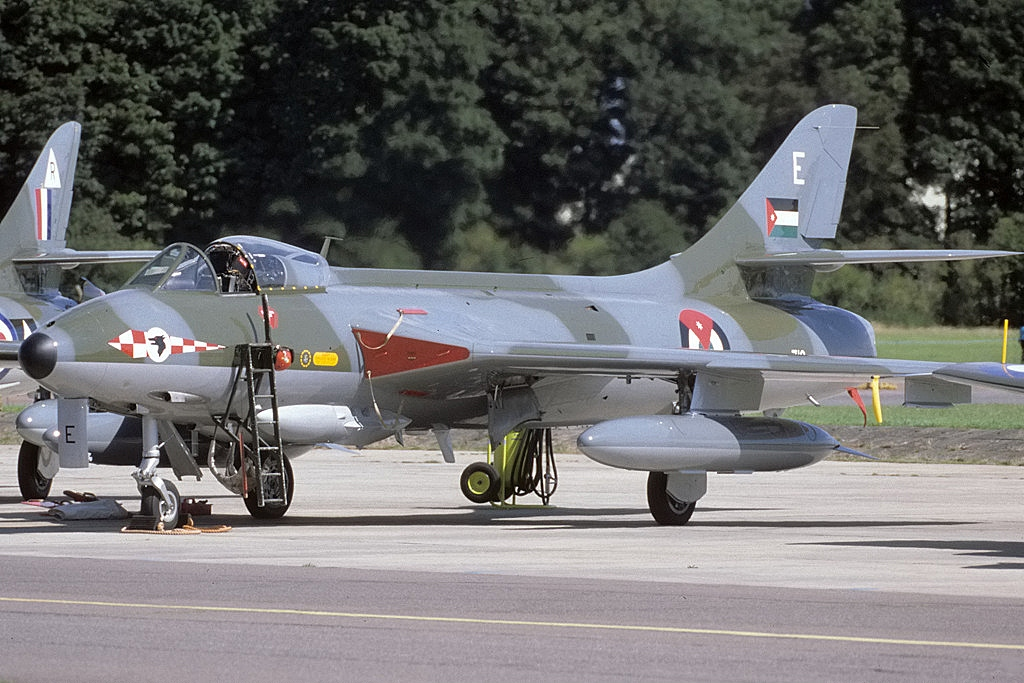
هانتر اف ۵۸ نیروی هوایی سلطنتی اردن

پس از خسارات سنگین در جنگ ۱۹۶۷، نیروی هوایی سلطنتی اردن تلاش‌های گسترده‌ای برای مدرن‌سازی آغاز کرد. در اوایل دهه ۱۹۷۰، اردن هواپیماهای لاکهید اف-۱۰۴ استارفایتر را از ایالات متحده دریافت کرد، اما این هواپیماها به دلیل هزینه‌های عملیاتی بالا و پیچیدگی‌های نگهداری، برای نیازهای دفاعی اردن نامناسب تشخیص داده شدند. تا سال ۱۹۷۷، این هواپیماها به نیروی هوایی پاکستان منتقل شدند و اردن به دنبال راه‌حل‌های جایگزین رفت.
در این دوره، نیروی هوایی سلطنتی اردن همچنین جت‌های نورثروپ اف-۵ تایگر را از ایران خریداری کرد که بخشی از اتحاد استراتژیک اردن با ایران در دوران سلطنت شاه ایران بود. این هواپیماها به یک بخش حیاتی از استراتژی دفاعی اردن تبدیل شدند و توانایی عملیاتی منطقه‌ای بیشتری را برای اردن فراهم ساختند. علاوه بر این، نیروی هوایی سلطنتی اردن استفاده از سسنا تی-۳۷ توئیت را برای آموزش‌های پیشرفته آغاز کرد که به تأسیس دانشکده آموزشی داخلی برای پرورش خلبانان ماهر و کادر فنی منجر شد. در سال ۱۹۷۵، نیروی هوایی سلطنتی اردن ناوگان هاوکر هانترهای خود را بازنشسته کرد و آن‌ها را به نیروی هوایی عمان منتقل کرد.

### جنگ ایران و عراقو به‌روزرسانی‌های ادامه‌دار (دهه ۱۹۸۰)
پس از توافق صلح مصر و اسرائیل در سال ۱۹۷۹، نیروی هوایی سلطنتی اردن به تلاش‌های مدرن‌سازی خود ادامه داد که با حمایت مالی از سوی چندین کشور عربی همراه بود. نیروی هوایی سلطنتی اردن هواپیمای داسو میراژ اف-۱ را به‌عنوان جنگنده خط مقدم خود انتخاب کرد چرا که این هواپیما به دلیل سیستم‌های پیشرفته الکترونیکی و چابکی در نبردهای هوایی از برتری برخوردار بود.
در طول جنگ ایران و عراق، اردن به‌عنوان یک متحد منطقه‌ای عراق باقی ماند و حمایت آموزشی برای خلبانان عراقی ارائه داد. نیروی هوایی سلطنتی اردن در تمرینات مشترک نظامی شرکت کرد که به خلبانان اردنی و عراقی این امکان را داد که در شبیه‌سازی‌های نبرد در کنار یکدیگر عمل کنند. با این حال، هیچ مدرک تأیید شده‌ای وجود ندارد که نشان دهد پرسنل نیروی هوایی سلطنتی اردن به‌طور مستقیم در مأموریت‌های نظامی شرکت کرده‌اند. در این دوره، نیروی هوایی سلطنتی اردن همچنین هواپیماهای لاک‌هید سی-۱۳۰ هرکولس را دریافت کرد که نقش اساسی در حمایت از مأموریت‌های حفظ صلح بین‌المللی اردن و همچنین تلاش‌های انسان‌دوستانه در سراسر خاورمیانه و شمال آفریقا ایفا کردند.
روابط سیاسی پیچیده اردن با عراق در دوران جنگ خلیج فارس نیروی هوایی سلطنتی اردن را در موقعیت دشواری قرار داد، زیرا اردن تصمیم گرفت که نیرویی را برای جنگ اختصاص ندهد. با این حال، پیامدهای جنگ به فشارهای اقتصادی منجر شد که بر نیروی هوایی سلطنتی اردن تأثیر گذاشت و در نتیجه، روند مدرن‌سازی از طریق به‌روزرسانی‌ها به جای خرید هواپیماهای جدید دنبال شد. در تلاشی برای حفظ آمادگی عملیاتی، نیروی هوایی سلطنتی اردن هفت فروند از جت‌های نورثروپ اف-۵ خود را به سنگاپور فروخت و از عواید آن برای تأمین مالی به‌روزرسانی ناوگان باقی‌مانده خود استفاده کرد. این به‌روزرسانی‌ها شامل نصب رادار ای‌ان/ای‌پی‌جی-۶۷، سیستم‌های پیشرفته کنترل آتش، و به‌روزرسانی سیستم‌های تسلیحاتی بود که به اف۵ها این امکان را می‌داد تا با وجود نداشتن قابلیت‌های دوربرد، در نبردهای هوایی مدرن همچنان کاربردی باقی بمانند.
تا اواخر دهه ۱۹۹۰، نیروی هوایی سلطنتی اردن به‌عنوان یک نیروی هوایی منطقه‌ای توانمند شناخته شد که بر حفظ تعادل بین آمادگی عملیاتی و بهره‌وری هزینه‌ها تمرکز داشت. حمایت‌های مستمر از سوی متحدان بین‌المللی، از جمله ایالات متحده و اعضای ناتو، نقش مهمی در کمک به اردن برای حفظ زیرساخت‌های دفاع هوایی‌اش در شرایط منابع محدود ایفا کرد.

### دوره مدرن

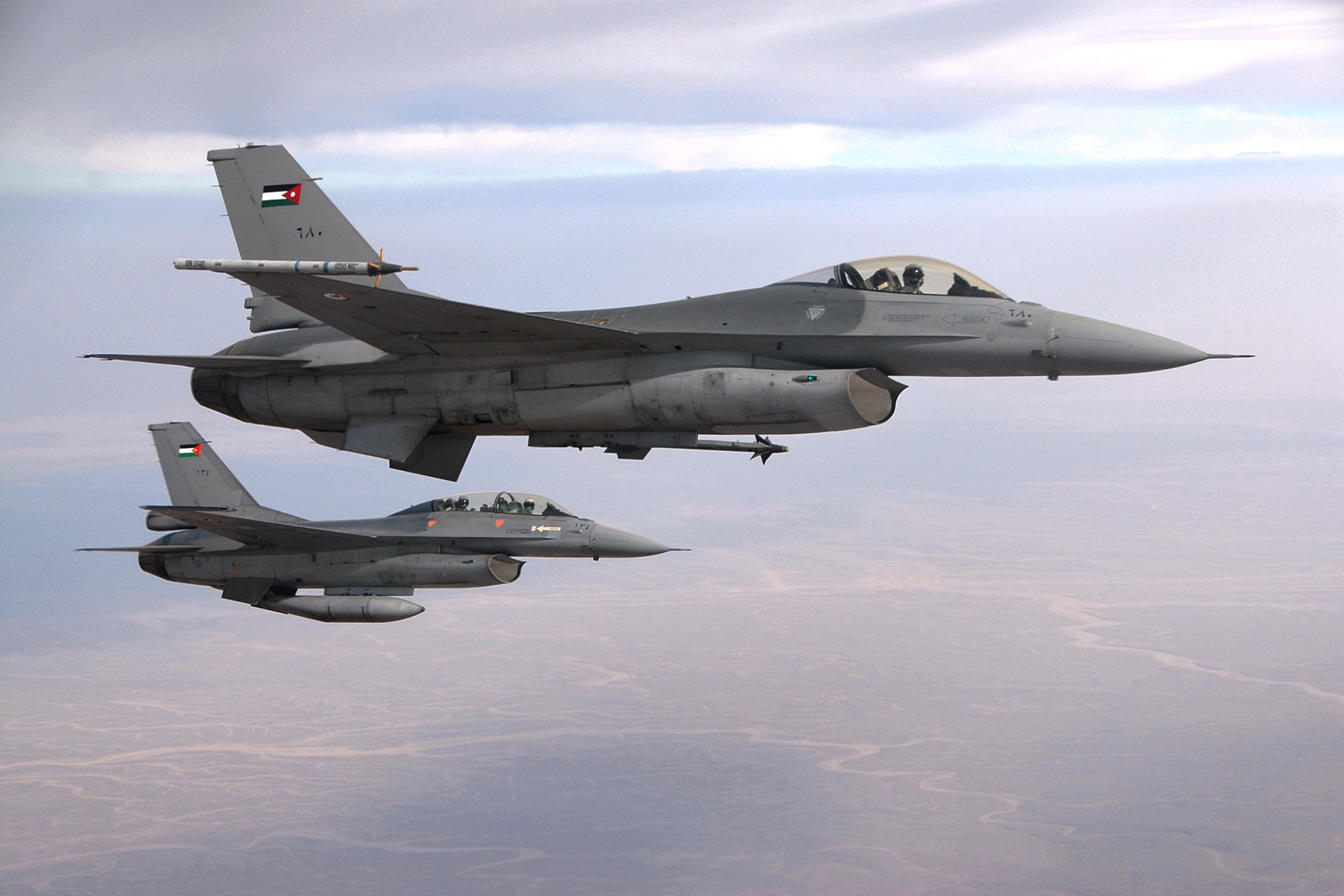
دو فروند جنرال داینامیکس اف-۱۶ فایتینگ فالکن نیروی هوایی سلطنتی اردن

پس از جنگ خلیج فارس، نیروی هوایی سلطنتی اردن یک برنامه مدرن‌سازی گسترده را آغاز کرد تا چالش‌های امنیتی منطقه‌ای را برطرف کرده و قابلیت‌های استراتژیک خود را تقویت کند. در چارچوب این تلاش‌ها، اردن مجموعه‌ای از هواپیماهای حمل و نقل، جنگی و عملیات ویژه را به‌دست‌آورد.
در اوایل دهه ۱۹۹۰، اردن دو فروند ایرباس سی-۲۹۵ حمل و نقل سبک را برای پشتیبانی از عملیات لجستیکی و تاکتیکی خریداری کرد. خرید چند فروند هواپیمای آنتونوف ان-۳۲ از اوکراین به نیروی هوایی سلطنتی اردن توانایی‌های برخاست و فرود کوتاه را اضافه کرد که امکان حمل و نقل سریع برای نیروهای ویژه سلطنتی در محیط‌های دورافتاده یا چالش‌برانگیز را فراهم می‌آورد. با این حال، وضعیت عملیاتی آنتونوف‌های ان-۳۲ در سال‌های اخیر نامشخص بوده و تمرکز به مدل‌های جدیدتر معطوف شده است. در سال ۱۹۹۷، اردن حمل و نقل تاکتیکی خود را با اضافه کردن یک لاک‌هید سی-۱۳۰ هرکولس تقویت کرد که برای عملیات داخلی و مأموریت‌های بشردوستانه منطقه‌ای حیاتی بود.
برای بهبود توانایی‌های حمل بار سنگین و لجستیک، نیروی هوایی سلطنتی اردن دو فروند هواپیمای باری ایلیوشین ایل-۷۶ ام‌اف از روسیه در سال ۲۰۰۶ خریداری کرد. این هواپیماها در پشتیبانی از مأموریت‌های گسترده صلح‌سازی اردن و سایر استقرارهای بین‌المللی نقش حیاتی داشته‌اند. علاوه بر این، نیروی هوایی سلطنتی اردن به بررسی هواپیماهای جنگی چندمنظوره پرداخت و دو فروند هواپیمای کاسا/آی‌پی‌تی‌ان سی‌ان-۲۳۵ را به گان‌شیپ ای‌سی۲۳۵ تبدیل کرد. این پروژه با همکاری دفتر طراحی و توسعه شاه عبدالله دوم (KADDB) و شرکت دفاعی آمریکایی اوربیتال ای‌تی‌کی انجام شد. این گان‌شیپ‌ها که به حسگرها و تسلیحات دقیق مجهز هستند، به منظور پشتیبانی از عملیات ویژه و مقابله با شورش‌ها طراحی شده‌اند. نیروی هوایی سلطنتی اردن سپس به بررسی نسخه گان‌شیپ ایرباس سی-۲۹۵ پرداخت تا قابلیت‌های پشتیبانی نزدیک هوایی خود را گسترش دهد.
گردان هوانیروز عملیات ویژه اردن، که به منظور پشتیبانی از مأموریت‌های با اولویت بالا ایجاد شده است، از هلیکوپترهای سیکورسکی یواچ-۶۰ بلک هاوک و ام‌دی ۵۰۰ برای عملیات ویژه و مأموریت‌های امنیتی مرزی استفاده کرده است. در اواخر دهه ۱۹۹۰، نیروی هوایی سلطنتی اردن دو اسکادران از گان‌شیپ‌های بل ای‌اچ-۱ کبرا را از ارتش ایالات متحده دریافت کرد و بعدها برخی از آنها را به نیروی هوایی پاکستان منتقل کرد، زیرا اردن به سمت پلتفرم‌های جدیدتر از جمله بوئینگ ای‌اج ۶ حرکت کرد.
در چارچوب برنامه کمک نظامی ایالات متحده، اردن در سال ۱۹۹۴ هجده فروند هلیکوپتر بل یواچ-۱ ایروکوای مازاد دریافت کرد که در سال ۱۹۹۶ هجده فروند دیگر نیز اضافه شد. این هلیکوپترها بعداً به نیروی هوایی عراق منتقل شدند و اردن به سمت خرید پلتفرم‌های جدیدتر رفت. در سال‌های اخیر، اردن هشت فروند هلیکوپتر سیکورسکی یواچ-۶۰ بلک هاوک از ایالات متحده به‌صورت اجاره بدون هزینه دریافت کرد و در سال ۲۰۱۷ نیز هشت فروند سیکورسکی یواچ-۶۰ بلک هاوک دیگر به‌عنوان بخشی از کمک هزینه ۲۰۰ میلیون دلاری از ایالات متحده تحویل داده شد.
نیروی هوایی سلطنتی اردن همکاری نظامی نزدیکی با نیروی هوایی کشورهای همسایه دارد و آموزش‌هایی برای خلبانان بحرین و پشتیبانی لجستیکی به نیروی هوایی عراق ارائه می‌دهد. این نیرو همچنین در عملیات‌های مشترک با نیروی هوایی ایالات متحده نقش حیاتی ایفا می‌کند و تمرینات منظم برای افزایش توانمندی‌ها و آمادگی منطقه‌ای انجام می‌دهد. فرمانده کنونی نیروی هوایی سلطنتی اردن سرهنگ محمد حیاتات است.

### عملیات در سوریه و درگیری‌های منطقه‌ای (۲۰۱۴–اکنون)

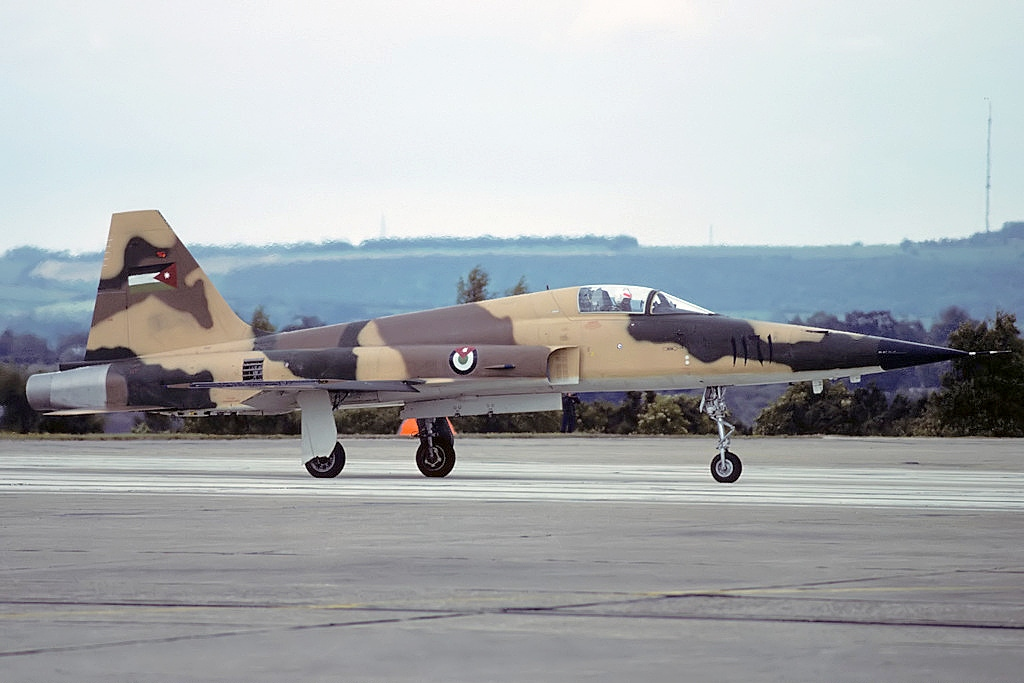
هواپیمای نورثروپ اف-۵ اردنی

نیروی هوایی سلطنتی اردن در درگیری‌های منطقه‌ای فعال بوده است، به‌ویژه در مبارزه با داعش و سایر سازمان‌های تروریستی در سوریه. در ۱۶ آوریل ۲۰۱۴، جنگنده‌های اردنی حملاتی هوایی به خودروهایی که قصد عبور از سوریه به اردن را داشتند، انجام دادند. در سپتامبر همان سال، نیروی هوایی سلطنتی اردن به حملات هوایی عملیات عزم راسخ به رهبری ایالات متحده علیه داعش پیوست که تعهد اردن به امنیت منطقه‌ای را نشان داد.
در دسامبر ۲۰۱۴، یک فروند جنرال داینامیکس اف-۱۶ فایتینگ فالکناردنی در نزدیکی رقه، سوریه، سقوط کرد و خلبان، ستوان خلبان معاذ یوسف الکساسبه توسط نیروهای داعش اسیر شد. علیرغم تلاش‌های دیپلماتیک، الکساسبه در اوایل ۲۰۱۵ اعدام شد که این موضوع باعث تقویت دوباره تعهد اردن علیه داعش گردید. در ۵ فوریه ۲۰۱۵، نیروی هوایی سلطنتی اردن حملات شدیدتری علیه مواضع داعش در سوریه آغاز کرد و ۲۰ فروند اف ۱۶ در عملیات‌هایی که توسط مهمات تأمین‌شده ایالات متحده، از جمله بمب‌های دقیق مهمات تهاجم مستقیم مشترک پشتیبانی می‌شد، شرکت کردند.
در سال ۲۰۱۵، اسرائیل ۱۶ فروند هلیکوپتر بل ای‌اچ-۱ کبرا به اردن منتقل کرد که توانایی‌های نیروی هوایی سلطنتی اردن در مقابله با شورش‌ها را در مرزهای اردن تقویت کرد. در حالی که جنگ در سوریه همچنان فعال بود، در اواخر ۲۰۱۵ نیروی هوایی سلطنتی اردن منابعی را برای حمایت از عملیات‌های ائتلاف سعودی علیه شورشیان حوثی در یمن منتقل کرد، اگرچه اردن همچنان حضور محدودی در سوریه داشت.
در اواخر ژانویه ۲۰۲۴، نیروی هوایی سلطنتی اردن به‌طور فعال در واکنش هماهنگ پس از حمله پهپادی برج ۲۲ به یک پایگاه آمریکایی در شمال‌شرقی اردن شرکت داشت. این حمله که به یک پهپاد تأمین‌شده توسط ایران نسبت داده شد و توسط نیروهای تحت حمایت ایران انجام شد، منجر به کشته شدن سه سرباز آمریکایی و زخمی شدن بیش از ۴۰ نفر دیگر گردید. پهپاد برج ۲۲ را که یک پایگاه پشتیبانی و لجستیکی نزدیک مرز سوریه بود، هدف قرار داد و تهدیدات فزاینده نیروهای نیابتی منطقه‌ای را نشان داد.
در ۳ فوریه ۲۰۲۴، به عنوان بخشی از انتقام ایالات متحده، جنگنده‌های جنرال داینامیکس اف-۱۶ فایتینگ فالکن نیروی هوایی سلطنتی اردن به بمب‌افکن‌های راکول بی-۱ لنسر آمریکایی و سایر هواپیماها پیوستند تا در یک سری حملات هوایی مواضع استراتژیک نیروهای نیابتی در سوریه و عراق را هدف قرار دهند. این عملیات که شامل بیش از ۱۲۵ مهمات هدایت‌شده دقیق بود، به‌منظور تضعیف توان عملیاتی نیروهای مسئول حمله برج ۲۲ انجام شد. نیروی هوایی سلطنتی اردن در امتداد مرز سوریه-عراق پشتیبانی هوایی ارائه داد و بر نظارت و هدف‌گیری اهداف ثانویه برای محدود کردن حرکات نیروهای نیابتی و مسیرهای فرار تمرکز کرد.
در سوریه، این حملات چندین تأسیسات باارزش در دیرالزور و البوکمال را هدف قرار داد که شامل انبارهای تسلیحات، مراکز اطلاعاتی و پست‌های فرماندهی نیروهای وابسته به ایران بود. این مکان‌ها به عنوان هاب‌های حیاتی برای تسلیحات و پرسنل عمل می‌کردند و عملیات‌های مرزی توسط نیروهای نیابتی را تسهیل می‌کردند. مشارکت نیروی هوایی سلطنتی اردن نشان‌دهنده نقش گسترش‌یافته آن در تلاش‌های ضدتروریسم و امنیت منطقه‌ای بود و تعهد آن به حمایت از نیروهای ائتلاف علیه نفوذ ایران را نشان داد.
نقش نیروی هوایی سلطنتی اردن در این حملات نشان‌دهنده گسترش اتحاد امنیتی اردن با ایالات متحده است که رویکرد پیشگیرانه آن در مقابله با تهدیدات از سوی نیروهای نیابتی هم‌راستای ایران را منعطف می‌سازد. تحلیلگران اشاره کرده‌اند که این عملیات نشان‌دهنده اهمیت استراتژیک اردن در امنیت منطقه‌ای و ظرفیت فزاینده نیروی هوایی سلطنتی اردن در مشارکت در عملیات‌های دفاعی پیچیده و چندجانبه است.

### پروازهای امدادی انسانی به غزه (۲۰۲۳-اکنون)
در پاسخ به بحران انسانی در جنگ غزه، نیروی هوایی سلطنتی اردن عملیات‌های امدادی حیاتی برای ارسال کمک به مناطق آسیب‌دیده را هماهنگ کرد. به عنوان بخشی از تعهد اردن به حمایت از غیرنظامیان فلسطینی، نیروی هوایی سلطنتی اردن چندین پرتاب هوایی از غذا، دارو و اقلام ضروری را به غزه انجام داد، در شرایط چالش‌برانگیز و در میان درگیری‌های منطقه‌ای مستمر این عملیات‌ها انجام شدند. این عملیات نشان‌دهنده نقش اردن در کمک‌های انسانی منطقه‌ای بود و نیروی هوایی سلطنتی اردن با همکاری نزدیک با آژانس‌های بین‌المللی برای اطمینان از عبور و توزیع ایمن کمک‌ها عمل کرد.
از طریق این عملیات‌ها، نیروی هوایی سلطنتی اردن همچنان به انجام وظیفه دوگانه خود در دفاع ملی و پشتیبانی منطقه‌ای ادامه می‌دهد و تطبیق‌پذیری و تعهد آن به اصول امنیتی و انسانی را به نمایش می‌گذارد.